# 塔漢卡
49°48′48″N 36°52′50″E / 49.81333°N 36.88056°E
塔漢卡（烏克蘭語：Таганка）是位於烏克蘭東部的村莊，由哈爾科夫州丘胡伊夫区的奇卡洛夫斯凱市鎮負責管轄。該村處於北頓涅茨河畔，始建於1790年，面積0.2平方公里，海拔高度93米，2001年人口28。